# Acraea amicitiae
Acraea amicitiae là một loài bướm ngày thuộc họ Nymphalidae. Nó được tìm thấy ở châu Phi.

## Phụ loài
- Acraea amicitiae amicitiae (Uganda-Zaire border)
- ?Acraea amicitiae polychroma (miền đông Zaire (Kivu), tây nam Uganda (Kigezi))